# Sông Vàm Thuật – Bến Cát – Trường Đay – Kênh Tham Lương – Rạch Nước Lên

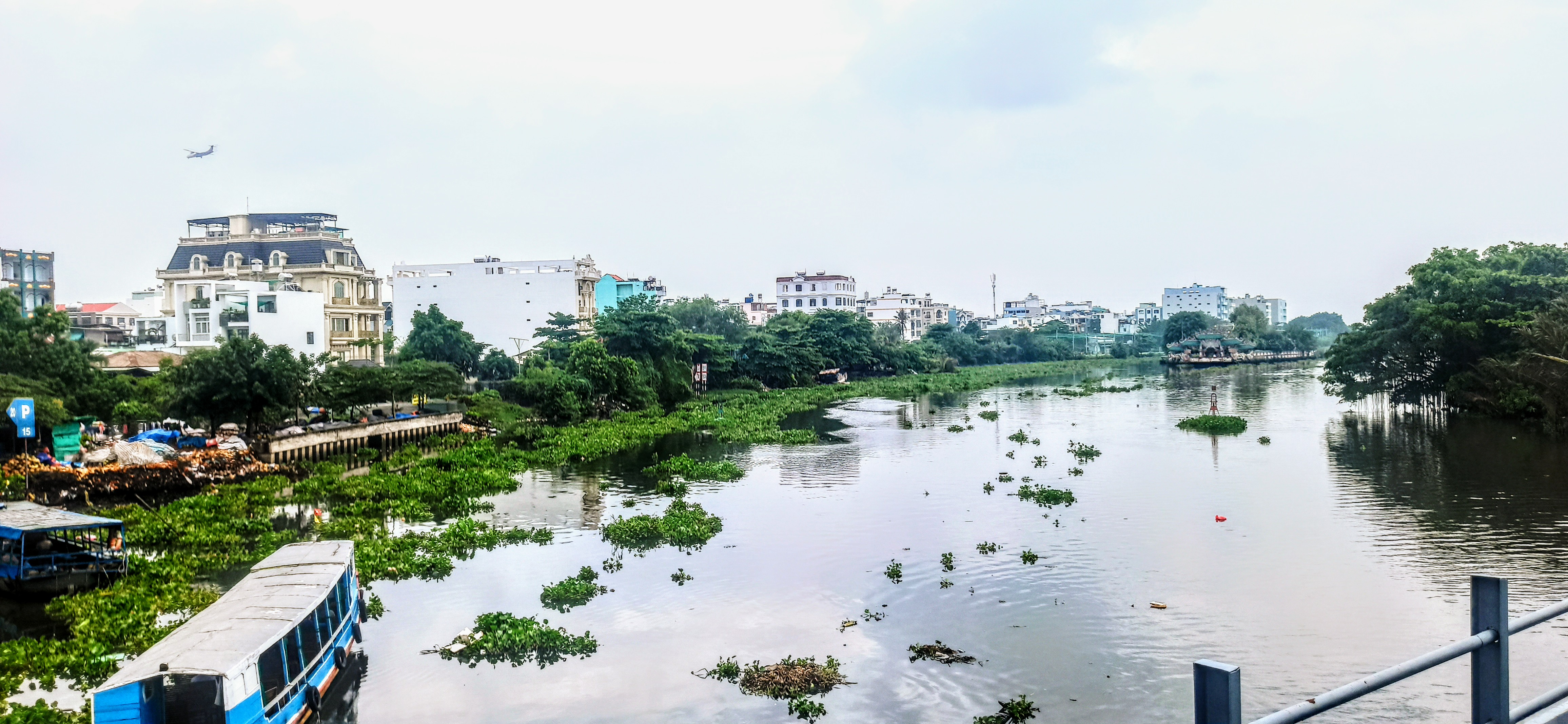
Sông Vàm Thuật và Miếu Nổi nhìn từ cầu An Phú Đông

Sông Vàm Thuật – Bến Cát – Trường Đay – Kênh Tham Lương – Rạch Nước Lên là một tuyến sông dài 30 km tại Thành phố Hồ Chí Minh.
Tuyến đường thủy này kết nối sông Sài Gòn với sông Bến Lức, chảy qua 8 quận huyện: Bình Thạnh, Gò Vấp, Quận 12, Tân Bình, Tân Phú, Bình Tân, Bình Chánh, Quận 8, tạo thành một đường vành đai bao bọc phía bắc và phía tây nội ô thành phố.
Các cây cầu lớn bắc qua tuyến sông: cầu Ông Đung, cầu Võng, Cầu Dừa, cầu An Phú Đông, cầu An Lộc, cầu Bến Phân, cầu Trường Đai, cầu Chợ Cầu, cầu Tham Lương, cầu Bưng, cầu Tân Kỳ Tân Quý, cầu Bình Thuận, cầu Sông Chùa, cầu Bà Hom, cầu Đường A, cầu An Lập, cầu An Lạc, cầu Nước Lên.